# Atori
Atori (em iorubá: Atòrì) é um apetrecho da cultura Nago-vodum em forma de cipó "vara", feito de uma planta chamada glyphaca lateriflora abraham, inerente aos Orixás nanã, Oxaguiã, Obaluaiê, Oxumarê, Oçânhim e iansã, principalmente a Oiá Ibalé e muito utilizado nos cultos de egungum.

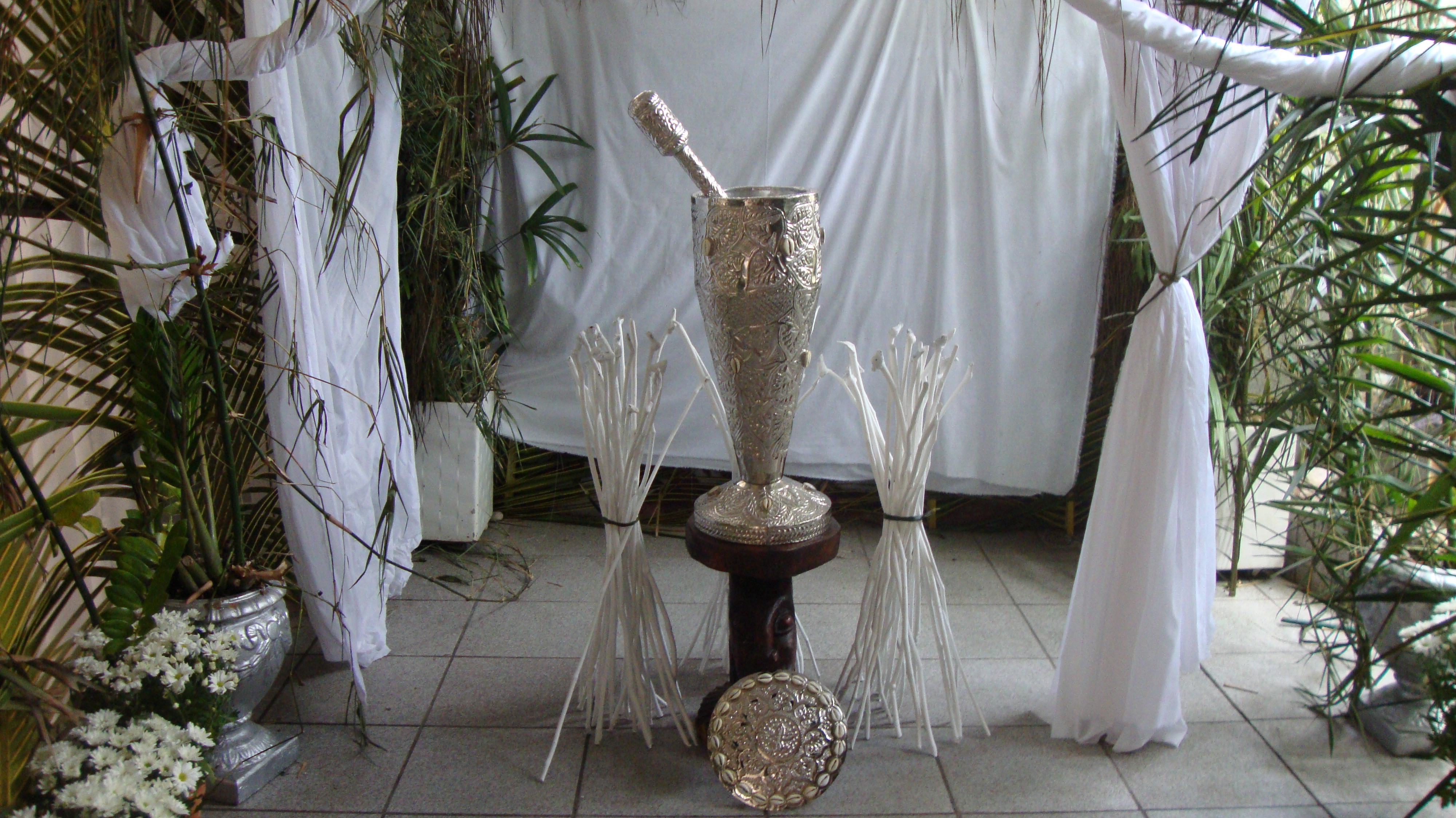
Atori - candomblé

Indispensável  na festa do pilão e na construção de vários objetos sagrados como xaxará, ibiri e oposaim, sua imitação de metal em forma de seta pode ser vista nos assentamentos sagrados de Oxumarê, Oçânhim e Obaluaiê, o mesmo material serve para confecção das colheres de madeira sobrepostas no assentamento de Nanã. Suas hastes são simbolizadas com os ancestrais e tem finalidade de afastar os espíritos (eguns) para o seu espaço sagrado, e eliminar as energias negativas da comunidade, proporcionando a saúde e longevidade dos crentes.